# Rudolf Christian Gribel
Rudolf Christian Gribel (getauft 7. April 1747 in Kirchwärder; † 1831 in Stettin) war ein deutscher Kaufmann und Reeder. Er gründete das Handelshaus Rud. Christ. Gribel, das als Reederei bis in die zweite Hälfte des 20. Jahrhunderts bestand. 

## Leben
Rudolf Christian Gribel war der jüngste Sohn und sechstes von acht Kindern des Joachim Friedrich Gribel (1707–1780), Organist in Kirchwärder, und der Anna Katharina Wruck. Im Alter von 16 Jahren begann er eine Lehre in einer Hamburger Weinhandlung. Nach dem Ende seiner Lehrzeit wurde er Ende 1767 für drei Jahre in Stettin als Küfer beim Kaufmann Gotthilf Friedrich Tilebein angestellt. 
Er ließ sich am 14. Januar 1773 bei der Französischen Kolonie in Stettin als Bürger eintragen. Mit dem Stettiner Kaufmann Johann Friedrich Noack gründete er im selben Jahr die Firma Noack & Gribel, die vor allem Weinhandel betrieb. Noack übernahm das Kontor, während Gribel das Weinlager verwaltete. Die Firma entwickelte sich gut, die Einlagen der Gesellschafter stiegen bis 1777 auf mehr als das vierfache des Eröffnungskapitals. Ab August 1776 führte die Firma den Namen Gribel & Noack, denn Gribel war inzwischen der bedeutendere der beiden Teilhaber. Durch die im selben Jahr geschlossene Ehe mit der aus Hamburg stammenden Eleonore Margarete Georgi, der Stiefnichte des in der Stettiner Kaufmannschaft einflussreichen Kommerzienrates Peter Artzberger, hatte er den Grundstein für seinen weiteren raschen Aufstieg gelegt. 1798 kaufte er ein Sommerhaus in Finkenwalde.
1779 gründete er unter dem Namen Rud. Christ. Gribel eine neue Firma, deren alleiniger Inhaber er war. Er übernahm dafür das Haus Artzbergers in der Großen Oderstraße und dessen Speicher auf der Lastadie. 1780 besaß Gribel einen Drittel-Anteil an dem Schiff Johannes. 1782 beteiligte er sich bereits an sechs Schiffen. Während der Weinhandel das Hauptgeschäft blieb, nahm der Warenhandel deutlich mehr Raum als bisher ein. 
Mit dem Zusammenbruch Preußens 1806 und der nachfolgenden Franzosenzeit kamen für sein Unternehmer wie für die gesamte Kaufmannschaft schwere Belastungen auf. Durch die Kontinentalsperre kam der Handel Stettins weitgehend zum Erliegen. Trotz allem kam die Firma durch die Besatzungszeit und überstand auch die nach dem Ende der Kontinentalsperre auftretende Krise, die durch ein Überangebot englischer Waren mit nachfolgendem Preissturz verursacht wurde. In den folgenden Jahren leitete er das Handelshaus zusammen mit seinem Sohn Friedrich Wilhelm Gribel, seit 1805 Teilhaber, dem er allmählich die Führung ganz übergab. Die Reederei wurde wiederaufgebaut und die Gribels beteiligten sich an einer Zuckersiederei.
1823 wurde Rudolf Christian Gribel der Titel Kommerzienrat verliehen.

## Familie
Mit Eleonore Margarete Georgi (* 1752), Tochter des Hamburger Schneidermeisters Joh. Michael Georgi und der Anna Katharina Köster, hatte er zwei Töchter und sieben Söhne. Nur der sechste Sohn Friedrich Wilhelm, der das Geschäft weiterführte, überlebte den Vater. Der jüngste Sohn Heinrich Ferdinand fiel 1813 in den Befreiungskriegen.